# Xavier Vinader i Sánchez
Xavier Vinader i Sánchez (Sabadell, 17 de febrer de 1947 - Barcelona, 9 d'abril de 2015) fou un periodista català, expert en extrema dreta i crim organitzat, i que destacà per la lluita continuada per la llibertat d'expressió.

## Biografia
Va estudiar als Claretians de Sabadell, on va tenir Pere Casaldàliga de professor. A partir de 1965 col·laborà en revistes sabadellenques com Can Oriach i TS i presentà un programa a Radio Juventud de Sabadell. El 1969 va ser nomenat corresponsal a Barcelona de Gaceta Universitaria i entra de redactor al Diario de Sabadell.
Es diplomà per l'Escola Oficial de Periodisme el curs 1973/1974, el mateix any que escriu sobre la impunitat de l'extrema dreta a Mundo Diario i El Correo Catalán. El 9 de juliol de 1975 va ser víctima d'un atemptat ultra a casa seva amb un artefacte incendiari. L'any següent publicaria a Mundo i Arreu altres reportatges sobre l'extrema dreta espanyola i la Internacional feixista. El 1978 va ser nomenat membre de l'equip directiu del grup Zeta i va entrar a Interviú, on va publicar 140 reportatges fins a 1993. Va ser un dels professionals que més va investigar el fenomen terrorista a Espanya.
Entre novembre i desembre de 1979 va escriure tres reportatges a la revista Interviú, en què explicava detalladament, amb noms i cognoms, les actuacions de grups d'incontrolats d'extrema dreta al País Basc. Poc després, el gener de 1980, ETA va matar dos dels individus mencionats als articles i un jutge va iniciar accions contra el periodista, que va emprendre un primer exili a París i Londres. Paral·lelament, el 4 de juny del mateix any la casa de Vinader a Barcelona va ser assaltada per un escamot ultra, que hi fa destrosses i pintades amenaçadores. El 17 de desembre de 1980 es va presentar voluntàriament a l'Audiència Nacional espanyola. Tot i ingressar a la presó, va quedar en llibertat condicional amb fiança d'un milió de pessetes.
El 13 de novembre de 1981 va ser jutjat per l'Audiència Nacional, que el 17 de novembre el va condemnar a set anys de presó i una multa multimilionària per un suposat delicte d'imprudència temerària en l'exercici del periodisme. Aquest fet va generar una campanya de suport arreu d'Espanya, amb manifestacions i actes a favor de la llibertat d'expressió. Vinader va fugir, es va exiliar i no va tornar a Catalunya fins al 1984; després de passar tres mesos a la presó de Carabanchel, va ser indultat pel govern espanyol.
Vinader va ser president internacional de l'ONG Reporters sense Fronteres des de 1990 fins al 1993. Entre 1984 i 1998 va continuar treballant a Interviú i col·laborant amb altres col·laboracions com El Temps. Com a reporter, va cobrir, entre d'altres, la guerra de l'Afganistan, la Revolució dels clavells a Portugal i la Guerra afganosoviètica. El 2003 va presentar un programa cultural a COM Ràdio i l'any següent va fer el documental Sans cagoules sobre ETA per a Canal+. El 2008 lliurà el seu valuós arxiu al Centre d'Estudis Històrics Internacionals de la Universitat de Barcelona. Xavier Vinader va morir als 68 anys a causa d'una pneumònia.
El seu fons personal es troba dipositat al CRAI Biblioteca del Pavelló de la República de la Universitat de Barcelona. Consta de documentació diversa per articles i reportatges que va publicar a Interviú, reculls de premsa, fotografies, material per articles i reportatges, l'arxiu Fuerza Nueva, l'arxiu CEDADE i l'arxiu Reporters sense Fronteres.

## Obres
És autor dels següents llibres i articles:
- López Raimundo. La soledad del corredor de fondo (Laia, 1976), amb José Martí Gómez i Josep Ramoneda.[8]
- Sabadell, febrero de 1976: una semana de huelga general política[7]
- Operación Lobo: memorias de un infiltrado en ETA (1999)[9]
- Quan els obrers van ser els amos (2012), basat en la seva cobertura de la vaga general obrera de Sabadell del febrer de 1976[6]
- Confidencial (3i4 edicions, 2020), recull d'articles de periodisme d'investigació.[10]

## Premis i reconeixements

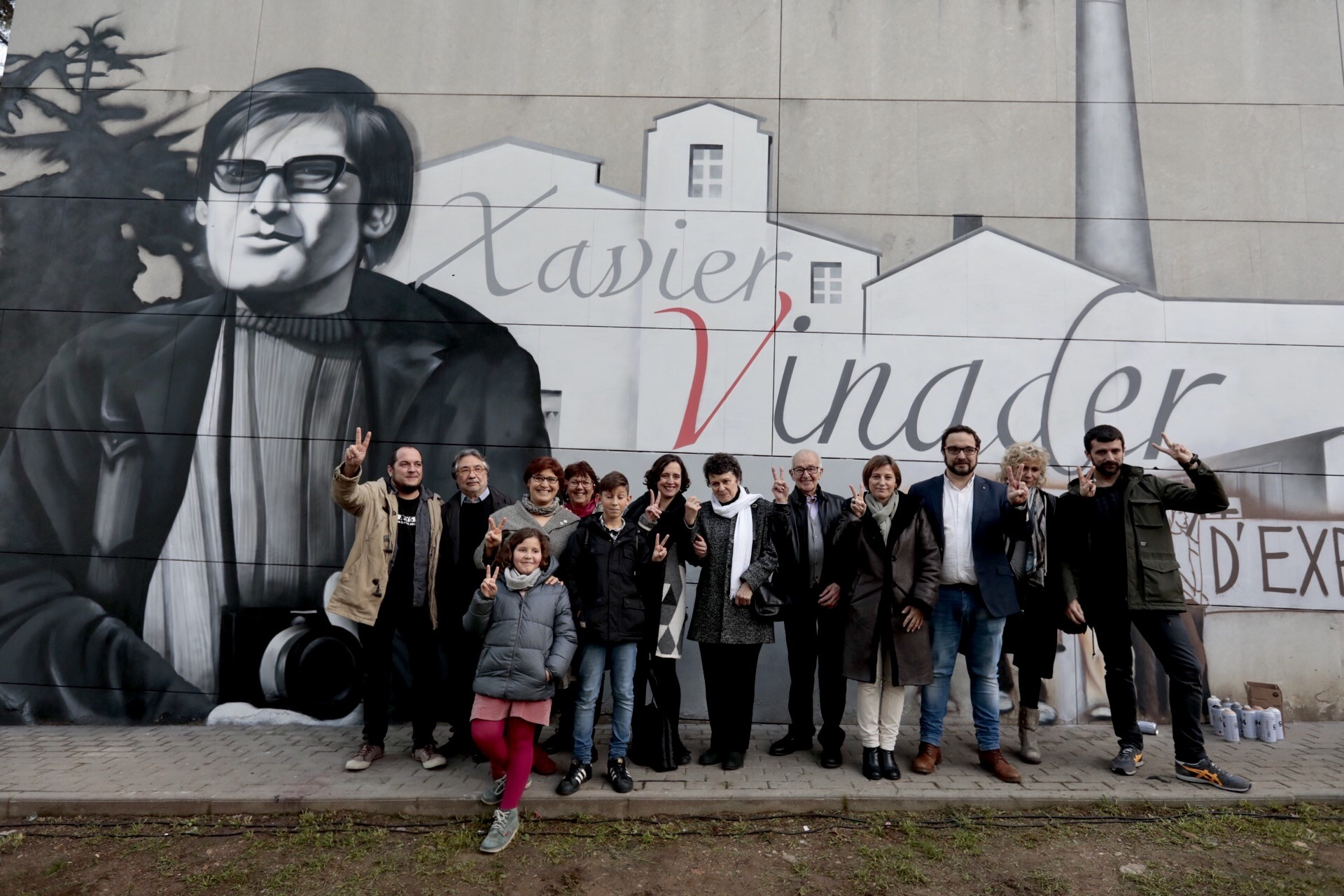
Homenatge a Xavier Vinader a Sabadell

El 2007 li fou atorgada la Creu de Sant Jordi. El 2 de novembre de 2011 va rebre la Medalla de la Ciutat de Sabadell al Mèrit Periodístic en reconeixement del seu compromís com a ciutadà i per la lluita pel dret a la llibertat d'expressió.
Sabadell homenatja Xavier Vinader el 17 de febrer de 2017, coincidint amb la commemoració dels 40 anys de la vaga general de 1976 a Sabadell i del 70è aniversari del naixement del periodista. Ho fa presentant un grafit a la paret del Centre Cívic de Sant Oleguer i amb una taula rodona amb els periodistes David Fernández i Jordi Borràs, moderada per Mònica Terribas. Dos dies abans d'inaugurar-lo, el grafit va rebre un atac feixista i dos dels cinc autors van ser detinguts immediatament.